# Maison du Petit Renard et du Chêne
La « Maison du Petit Renard et du Chêne » est une maison double de style baroque située aux numéros 36 et 37 de la Grand-Place de Bruxelles en Belgique, entre la « Maison de Sainte-Barbe » et la « Maison du Paon », au nord de la place.
L'édifice est constitué de deux maisons groupées sous un même toit : « Le Petit Renard  » ('t Voske en néerlandais) et « Le Chêne » (Den Eyck).

## Historique
Ces deux maisons furent reconstruites en 1696, comme l'atteste le millésime porté par l'entablement qui couronne la façade, après la destruction des maisons de la Grand-Place lors du bombardement de la ville par les troupes françaises de Louis XIV commandées par le maréchal de Villeroy en août 1695.
Au XVIIIe siècle, ces maisons portaient le nom de « Samaritaen » (Le Petit Renard) et « Den Eyck » (Le Chêne).
Elles firent l'objet d'une restauration en 1884-1886 avec de la pierre de Gobertange par l'architecte de la ville de Bruxelles, Victor Jamaer.
À l'heure actuelle, le rez-de-chaussée abrite un restaurant et un salon de dégustation.

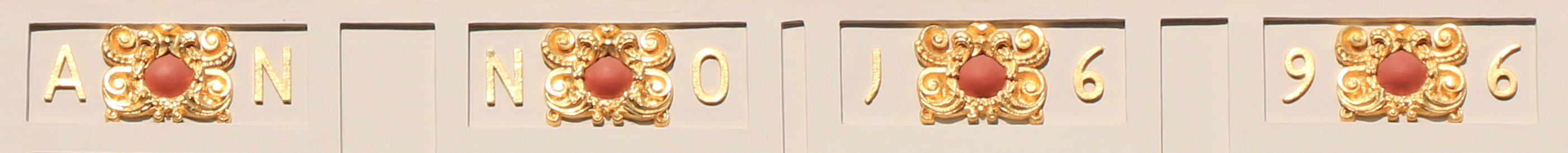

## Classement
Les façades et les toitures de toutes les maisons qui bordent la Grand-Place font l'objet d'un classement au titre des monuments historiques en tant qu'ensemble depuis le 19 avril 1977 sous la référence globale 2043-0065/0.
Le classement a été étendu à d'autres parties du bâtiment le 7 novembre 2002, sous la référence 2043-0065/036.

## Architecture
La « Maison du Petit Renard et du Chêne » possède une des deux seules façades enduites et peintes en blanc de la Grand-Place de Bruxelles, avec sa voisine la « Maison du Paon ».
Cette façade de quatre travées (ou plus exactement de deux fois deux travées), rehaussée de dorures, possède un rez-de-chaussée, un entresol et deux étages, séparés les uns des autres par des cordons moulurés alignés sur ceux de la « Maison du Paon » et de la « Maison de Sainte-Barbe ».
Le premier et le deuxième étage sont percés de fenêtres à croisée de bois surmontées chacune d'une traverse de pierre et d'une fenêtre d'imposte : les allèges sont ornées de balustres torses rehaussées de dorures.
La façade est couronnée par un entablement dont l'architrave affiche l'année de reconstruction de l'édifice : « ANNO 1696 ».
Contrairement à la plupart des maisons de la Grand-Place, cette façade ne se termine pas par un pignon mais par une bâtière à croupe percée de deux lucarnes ornées latéralement de pilastres à chapiteau ionique et de volutes et surmontées chacune d'un entablement portant un fronton courbe portant une boule dorée.

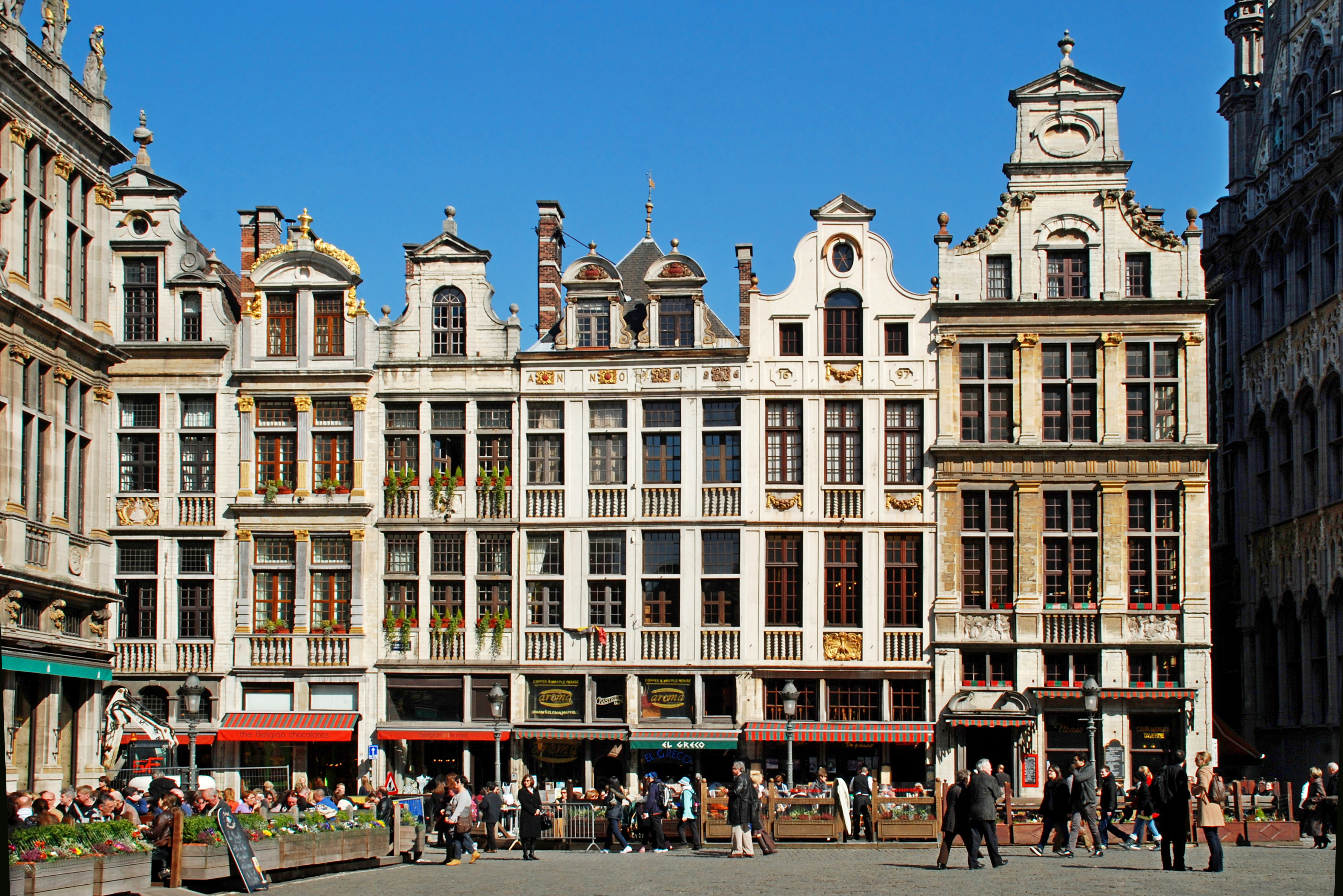
La Maison du Petit Renard et du Chêne, au centre du côté nord-est de la Grand-Place.
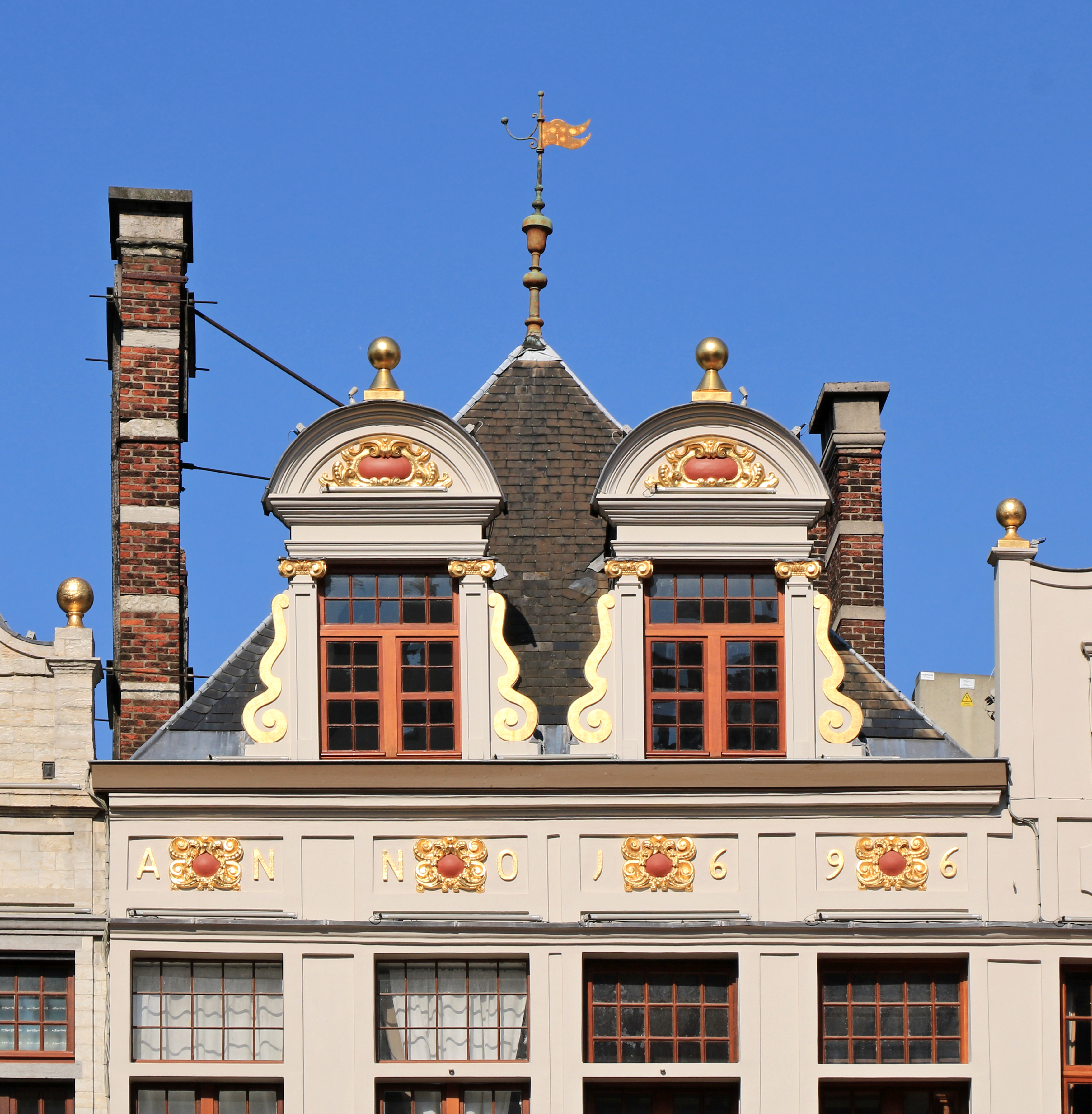
Les lucarnes ornées de volutes dorées.